# Gruppenhorchgerät
Das Gruppenhorchgerät war ein Hydrophon, das auf deutschen Schiffen und U-Booten im Zweiten Weltkrieg verwendet wurde.

## Entwicklung
Im Ersten Weltkrieg wurden als Geräuschempfänger noch Kohlemikrofone eingesetzt, ähnlich wie in alten Telefonapparaten. Die einzelnen Empfänger waren zumeist im vorderen Teil des Schiffes entlang der Rumpfseiten angebracht, um genügend Abstand von der eigenen Schraube und deren Lärm zu haben. Die einzelnen Mikrofone wurden dabei in Gruppen angeordnet und jedes einzelne war in eine andere Richtung ausgerichtet. Zur Peilung mussten dann die einzelnen Mikrofone von Hand umgestöpselt werden. Die Kohlemikrofone waren nicht sehr zuverlässig und so wurde mit anderen Schallwandlern experimentiert. Dynamische Mikrofone wurden auch verworfen. Am Ende stellte sich das piezoelektrische Prinzip als am besten geeignet heraus. Dieses war schon 1880 von Pierre Curie entdeckt worden. Die Quarzkristalle erzeugen je nach dem auf sie wirkenden Druck eine elektrische Spannung.
In Zusammenarbeit mit der Kaiserlichen Marine begannen die Unternehmen Atlaswerke AG in Bremen und Electroacustik (Elac) in Kiel die Arbeit an piezoelektrischen Wandlern und die Entwicklung von Detektoren und Verstärkern im Allgemeinen.
Sie experimentierten mit verschiedenen Arten von Quarzen oder Kombinationen mehrerer von ihnen. Das beste Ergebnis erbrachten Seignette-Kristalle. Kristallempfänger wurden ab 1935 an allen U-Booten fest verbaut.
Moderne U-Boote verwenden heute die Elektrostriktion und Wandler aus Bariumtitanat.

## Gruppenhorchgerät
Das Gruppenhorchgerät, Kurzform „GHG“, bestand bei U-Booten aus zwei Gruppen zu 24 Sensoren (eine Gruppe auf jeder Schiffsseite). Jeder Sensor hatte einen einstufigen Röhrenvorverstärker. Diese 48 NF-Signale wurden dann auf eine Schaltmatrix im Hauptgerät geleitet. Der Sonargast konnte daran die Schiffsseite sowie die genaue Richtung der Schallquelle einstellen. Zur Verbesserung der Auflösung gab es drei umschaltbare Frequenzweichen mit 1, 3 und 6 kHz Mittenfrequenz. Durch die seitliche Anbringung gab es einen toten Bereich von jeweils 40° zum Bug und nach Achtern.
- Reichweite: 20 km gegen Einzelfahrer, 100 km gegen Geleitzug
- Horchbereich: 2 × 140°
- Auflösung: < 1° bei 6 kHz; 1,5° für 3 kHz; 4° für 1 kHz; ohne Frequenzweiche 8°

Im Mai 1942 konnte U 570 von den Briten erbeutet werden. Das im U-Boot verbaute Elac-Gerät wurde genau analysiert; dabei wurden die obigen Auflösungswerte ermittelt.

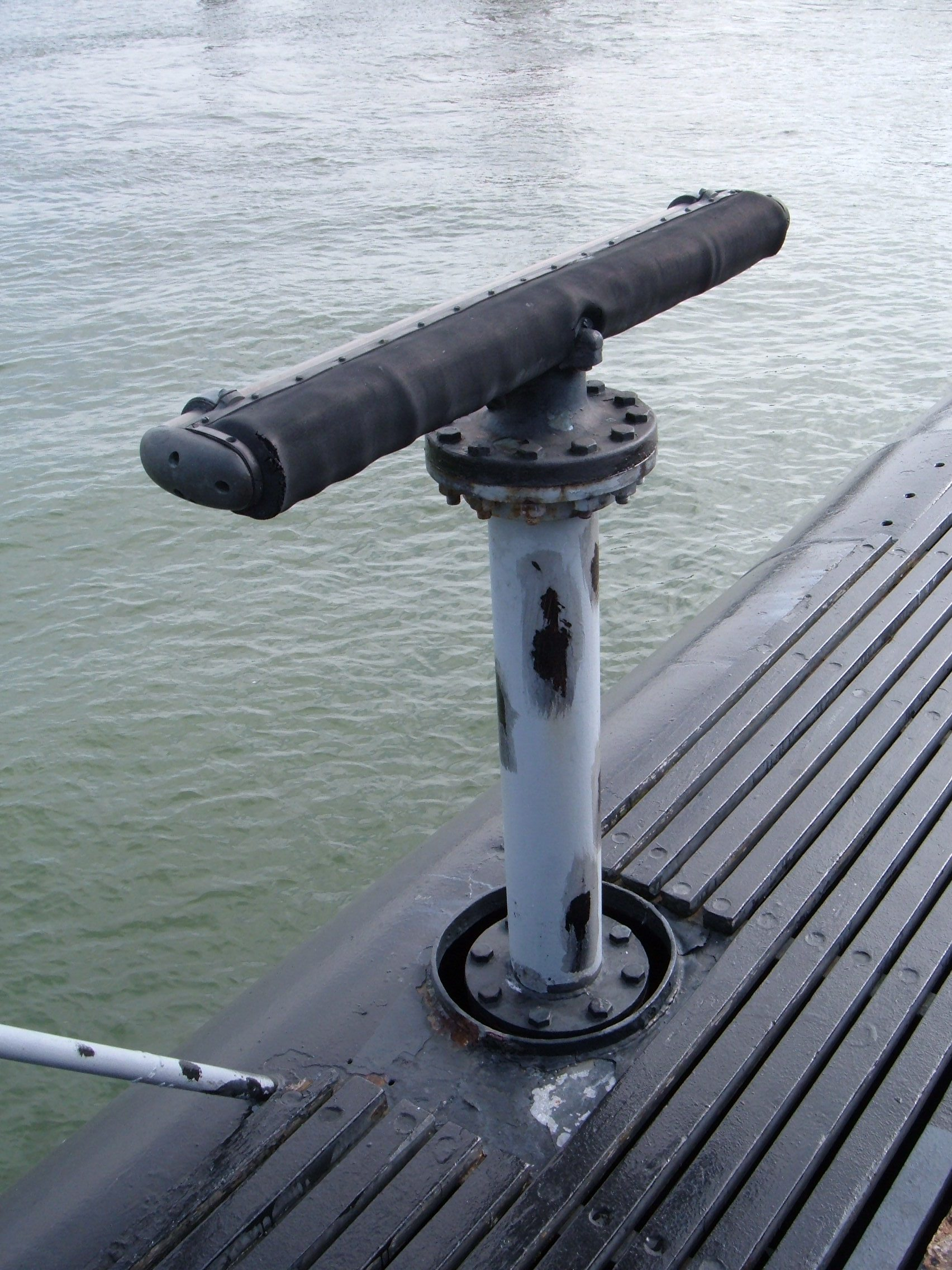
Kristall-Drehbasisgerät, vergleichbares Gerät aus derselben Zeit an Bord der USS Pampanito

## Magnetostriktion-Drehbasisgerät
Das Magnetostriktion-Drehbasisgerät, Kurzform „MDB“, war ein drehbares Hydrophon mit ferromagnetischen Sensoren, für das keine Frontverwendung in U-Booten belegt ist, Sensoren mit Magnetostriktion wurden aber beim Zaunkönig (Torpedo) eingesetzt.

## Kristall-Drehbasisgerät
Das Kristall-Drehbasisgerät, Kurzform „KDB“, war ein drehbares Hydrophon mit Piezosensoren. Es war sehr anfällig gegen Wasserbomben, aber dafür ohne toten Bereich am Bug. Der tote Sektor achtern (durch die Schraubengeräusche) ließ sich auch damit nicht beheben.

## Balkongerät

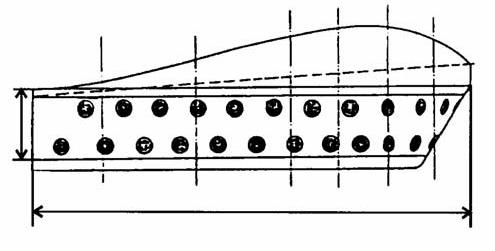
Balkongerät

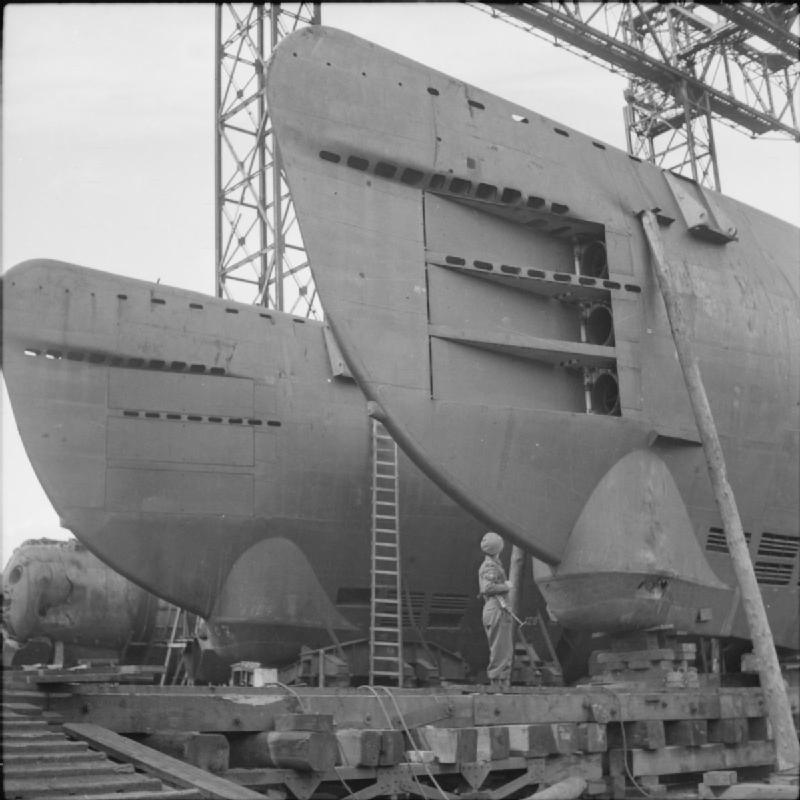
Britischer Soldat vor zwei im Bau befindlichen Typ-XXI-Booten mit Balkon

Das Balkongerät wurde erstmals an Bord von U 194 im Februar 1943 getestet und kam ab 1944 im Einsatz. Seine 48 Hydrophone waren rund um den Kiel angebracht. Dadurch wurde eine größere Rundsicht erreicht als mit dem nur seitlich angebrachten Gruppenhorchgerät.
Durch die tiefere Anbringung überdeckte nun der Rumpf des Bootes die Sensoren und isolierte sie von Oberflächengeräuschen. Nun konnte das Sonar auch im aufgetauchten Zustand benutzt werden. Beim Gruppenhorchgerät musste erst getaucht werden, denn seine Sensoren waren oberhalb des vorderen Tiefenruders angebracht und damit sehr nah an der Oberfläche; aufgetaucht empfingen sie nur Geräusche vom Seegang.
Dieses Modell war Standard bei allen Typ-XXI-Booten, wurde aber auch auf Booten des Typs VII C verbaut.

## S-Gerät
Das Sondergerät für aktive Schallortung, Kurzform „S-Gerät“, war zum Aufspüren von Minen entwickelt worden. Es befand sich am Vordersteven, kurz oberhalb der Torpedoluken. Es wurde bei der Umrüstung von VII B auf VII C eingeführt, der Umrüstungsbefehl stammt vom 11. Oktober 1940. Ab 1943 zu Gunsten von mehr Radarwarngeräten wieder abgerüstet.

## Nibelungengerät
Das Nibelungengerät war ein Zusatz zum normalen Gruppenhorchgerät. Es wurde vorne am Turm angebracht und diente der Errechnung von Torpedodaten auf rein akustischem Wege. Das Ziel konnte dann blind durch einen akustischen Torpedo bekämpft werden.
Das akustische Horizontal-Lot „Nibelung“, das mit wenigen Impulsen Richtung, Entfernung und ungefähre Geschwindigkeit des Gegners ermitteln konnte, ermöglichte das „Programmschießen“ ohne Sehrohrkontrolle. Die Schallwellen wurden mit 5 kW auf etwa 15 kHz mit einer Impulslänge von 20 ms über multiple magnetostriktive Schwinger ausgesandt und das Echo von einem speziellen Torpedovorhaltrechner (TVhRe) verarbeitet. Dieser Analogrechner ermittelte über ein mechanisches Rechenwerk laufend den nötigen Vorhalt und übertrug diesen Wert elektrisch auf die Torpedos, wobei lageunabhängige Torpedos (LuTs) aus max. 20 Meter Tiefe abgeschossen werden konnten (am Schuss aus 50 m bzw. aus 100 m wurde noch gearbeitet). Sender und Empfänger waren im vordersten Teil des Turms hydrodynamisch ablösungsfrei untergebracht. Der Lotbereich betrug etwa 100 Grad von der Vorausrichtung, die Peilgenauigkeit etwa 0,5 Grad. Abhängig von den Wasserverhältnissen betrug die Peilentfernung etwa zwei bis vier Seemeilen. Der Empfänger arbeitete nach der Phasenmethode mit Summen- und Differenzverfahren. Die Ausgangsspannungen des Empfängers wurden über Transformatoren den Ablenkplatten der Kathodenstrahlröhre DG-9 (Braunsche Röhre) zugeführt, auf der nun ein schräger Strich erschien, der durch Drehen der Basis senkrecht gestellt werden konnte. Diese Peilung „Null“ ergab mit minimal drei Impulsen Richtung und Entfernung des Ziels. Mit dem Hörzusatz war durch den Dopplereffekt die relative Geschwindigkeit des Ziels messbar. Es gab nur vereinzelt technische Defekte, die ab Januar 1945 behoben waren.

## Felchen-Anlage
„Felchen“ (nach dem Fisch benannt) war eine Anlage für passive akustische Entfernungsmessung.

## Sonstiges
Verschiedene moderne Schallmesstechniken sind unter Sonar aufgeführt.